# Aéroport du comté de Lenawee
Pour les articles homonymes, voir ADG.
L'aéroport du comté de Lenawee (anglais : Lenawee County Airport) (code IATA : ADG • code OACI : KADG • code FAA : ADG) est un aéroport desservant la ville d'Adrian, au Michigan (États-Unis).
Il est géré par le comté de Lenawee.